# Francisco Balagtas
Francisco Balagtas (2 de abril de 1788 - 20 de febrero de 1862), cuyo nombre auténtico era Francisco Baltazar, es considerado uno de los grandes poetas filipinos.
Su obra más conocida es Florante at Laura (Florante y Laura). Utilizó su lengua materna, el tagalo, en una época en que la mayoría de literatura se escribía en español. Nació en una pequeña ciudad llamada Bigaa (en la actualidad Balagtas), en la provincia de Bulacán (en las proximidades de Manila). Era el más joven de los cuatro hijos de Juan Baltazar, herrero, y Juana de la Cruz. Filipe, Concha y Nicholasa son sus hermanos. Su tía Doña Trining fue lo que lo patrocinó, impresionada por su diligencia. Estudió en la universidad de San Juan de Letrán y universidad de San José, en Manila, bajo la tutela del padre Mariano Pilapil. Estudió leyes, español, latín, física, doctrina cristiana, humanidades y filosofía.

## Obras
- Florante at Laura
- Orosman at Zafra (comedia en cuatro actos)
- Don Nuño at Selinda (comedia en tres actos)
- Auredato at Astrome (comedia en tres actos)
- Clara Belmoro (comedia en tres actos)
- Bayaceto at Dorslica (comedia en tres actos)
- La India elegante y el negrito amante (sainete)